# Ali Project
Ali Project è un duo musicale giapponese costituito da Arika Takarano (宝野アリカ?) (voce e testi) e Mikiya Katakura (片倉三起也?) (musiche e arrangiamenti). È molto noto per la loro forte immagine in stile aristocratico e vittoriano e, fra gli otaku, per aver eseguito moltissime sigle di anime.

## Storia
I due componenti del duo si conoscono nel 1984, quando il paroliere Ikki Matsumoto presenta la poetessa e cantante Arika Takarano al musicista Mikiya Katakura; già l'anno successivo il due si unisce con il nome di Ari Project (蟻プロジェクト?), che vuol dire "Progetto formica", e dopo varie esperienze musicali debuttano nel mondo discografico nel 1988 con l'album Gensō teien, stilisticamente legato alla sua epoca, ma comunque già indicatore nei testi e nelle musiche dell'estetica musicale che avrebbero seguito in seguito. Quattro anni dopo, nel 1992, il duo passa all'etichetta major Toshiba EMI e cambia il loro nome in quello attuale Ali Project (è un gioco di parole, in giapponese la R e la L sono omofone) e presentandosi rinnovati al pubblico con il singolo Koiseyo otome: Love story of Zipang. La maggior parte dei loro dischi sono pubblicati dalle etichette Toshiba EMI, Victor Entertainment e Tokuma Japan.

## Stile
Negli anni, l'immagine della frontgirl Arika Takarano è cambiata innumerevoli volte seguendo scelte stilistiche legate ai brani interpretati, ma seguendo sempre una logica coerente che può essere divisa in due parti come pure il loro stile musicale: la Takarano ha infatti dichiarato che la prima parte e la seconda parte della loro carriera, rispettivamente caratterizzate da uno stile fresco e divertente e da uno drammatico e misterioso, rappresentano le fasi Alice bianca (白アリ?, Shiro Ari) e Alice nera (黒アリ?, Kuro Arisu), giocando anche sul fatto che il suo nome è parzialmente uguale alla pronuncia giapponese del nome inglese Alice. Nonostante ciò la band esegue ancora oggi brani del "periodo bianco", che pure diversi per stile erano comunque caratterizzati dallo stesso interesse verso i temi di sentimenti dolci, amori drammatici, angeli caduti, nobiltà altera ed una certa fascinazione per la storia e l'estetica aristocratica europea.

## Discografia
Dopo i titoli sono inoltre indicate fra parentesi "()" le traduzioni dei titoli ed eventuali note.

### Ari Project

#### Album in studio
- 25 01/1988 - Gensō teien (幻想庭園? "Giardino delle illusioni")
  - 11/11/1996 - Gensō teien +1 (幻想庭園+1? "Giardino delle illusioni +1"); riedizione come ALI PROJECT con in più la bonus track Flower Child

#### Singoli
- 25/07/1988 - Flower Child (フラワーチャイルド?)

#### Compilation
- 25/04/1987 - SOME GIRLS - REBEL STREET IV (SOME GIRLS - REBEL STREET IV?)

1. Sakura no hana wa midare saki (桜の花は乱れ咲き?)

### ALI PROJECT

#### Album in studio
- 09/12/1992 - Gekka no ichigun (月下の一群? "Folla sotto la luna")
- 16/02/1994 - DALI (DALI?)
- 06/12/1995 - Hoshi to tsuki no sonata (星と月のソナタ? "Sonata per le stelle e la luna")
- 21/11/1998 - Noblerot (Noblerot? "Muffa nobile")
- 25/04/2001 - Aristocracy (Aristocracy?)
- 24/07/2002 - EROTIC & HERETIC (EROTIC&HERETIC?)
- 22/06/2005 - Dilettante (Dilettante?)
- 22/08/2007 - Psychedelic Insanity (Psychedelic Insanity?)
- 27/08/2008 - Kinsho (禁書? "Letteratura proibita")
- 26/08/2009 - Poison (Poison?)
- 29/09/2010 - Hanshin Nihon shugi (汎新日本主義? "Rinnovata dottrina del Giappone")
- 18/07/2012 - Gansakushi (贋作師? "Il falso maestro")
- 11/09/2013 - 令嬢薔薇図鑑 (Reijou Bara Zukan, "Album fotografico delle Rose della giovane dama")
- 27/08/2014 - 流行世界 (Ryuukou Sekai, "Mondo alla moda")
- 21/01/2015 - Violetta Operetta
- 24/08/2016 - A級戒厳令 (A-kyuu kaigenrei, "Decreto rigoroso di classe A")
- 27/09/2017 - 愛と誠～YAMATO & LOVE××× (Ai to Makoto～YAMATO & LOVE×××, "Amore e Verità ~Yamato & Love×××")
- 25/07/2018 - 芸術変態論 (Geijutsu Hentairon, "Teoria della Trasformazione dell'Arte")
- 28/08/2019 - Fantasia
- 29/07/2020 - 人生美味礼讃 (Jinseibimiraisan)

#### Mini-album
- 24/12/1999 - Alipro Mania (Alipro Mania?)
- 25/07/2001 - CLASSICS (CLASSICS?)

#### Live album
- 25/01/2004 - Alipro Mania II (Alipro Mania II?); contiene registrazioni tratte dal concerto svoltosi il 18 maggio 2003 Gekkō shikōshō GIG (月光嗜好症ギグ? "Intossicazione di luce lunare GIG"), che è anche il sottotitolo dell'album

#### Strings album
Gli ALI PROJECT indicano come "strings" quegli album che contengono raccolte di loro precedenti canzone rieseguite in versione orchestrale; sono cioè delle raccolte di brani riarrangiati non scelti però in base al successo commerciale, ma alla qualità della resa nella nuova versione.
- 23/04/2003 - Gekkō shikōshō (月光嗜好症? "Intossicazione di luce lunare")
- 23/06/2004 - Étoiles (エトワール?)
- 07/12/2005 - Kamigami no tasogare (神々の黄昏? "Il crepuscolo degli dèi")
- 06/12/2006 - Romance (Romance?)
- 12/12/2007 - Grand Finale (Grand Finale?)
- 17/03/2010 - Gothic Opera (Gothic Opera?)
- 29/06/2011 - Les Papillons (Les Papillons?)
- 05/03/2014 - Zettai Ongaku (絶対音楽 "Musica Assoluta")

#### Raccolte
- 04/08/2000 - jamais vu (jamais vu?)
- 08/03/2006 - Déjà vu ~THE ORIGINAL BEST 1992-1995~ (Déjà Vu 〜THE ORIGINAL BEST 1992-1995〜?)
- 26/07/2006 - COLLECTION SIMPLE PLUS (COLLECTION SIMPLE PLUS?)
- 04/04/2007 - Sōbikakei (薔薇架刑? "Crocifissione di rose"); considerato a volte come album in studio poiché vi sono presenti brani non inclusi altrove
- 10/12/2008 - Keikanshijin SINGLE COLLECTION PLUS (桂冠詩人 SINGLE COLLECTION PLUS?, "Poeta laureato SINGLE COLLECTION PLUS")
- 13/01/2010 - La Vita Romantica (La Vita Romantica?)
- 25/05/2011 - QUEENDOM (QUEENDOM?)
- 21/06/2017 - Chi to mitsu～Anthology of Gothic Lolita & Horror (血と蜜～Anthology of Gothic Lolita & Horror, "Sangue e miele ~ Anthology of Gothic Lolita & Horror")

#### Singoli
- 07/07/1992 - 恋せよ乙女, Koiseyo otome ~ Love Story of Zipang
- 09/06/1993 - 嵐ヶ丘, Arashiga oka (Cime tempestose)
- 19/01/1994 - ヴェネツィアン・ラプソディー, Venetian rhapsody
- 18/10/1995 - 雨のソナタ～ラ・プリュ, Ame no sonata~LA PLUIE
- 01/07/1996 - 星月夜～ルシファー第四楽章, Seigetsuya~LUCIFER Daiyongakushō
- 04/12/1996 - Wish (dall'OAV Wish)
- 21/05/1997 - ピアニィ・ピンク, (Peony pink, sigla di apertura di CLAMP Detectives)
- 17/12/1997 - Anniversary of Angel (Wish Gift Box)
- 21/10/1998 - Labyrinth (Sigla di chiusura di St. Luminous Mission High School)
- 23/05/2001 - コッペリアの柩, (Coppelia no hitsugi Noir Version) (sigla di apertura di Noir)
- 21/09/2001 - コッペリアの柩, (Coppelia no hitsugi, Hyper Remix & Original Album Version)
- 05/11/2003 - 月蝕グランギニョル, Gesshoku Grand Guignol (OP di Avenger) & 未來のイヴ, Mirai no eve
- 25/08/2004 - pastel pure (sigla di apertura di Maria-sama ga Miteru ~Haru~)
- 22/10/2004 - 禁じられた遊び, Kinjirareta asobi (sigla di apertura di Rozen Maiden) & あたしがアリスだった頃, Atashi ga Alice datta koro
- 24/12/2004 - 星月夜, Seigetsuya (ristampa)
- 08/06/2005 - 阿修羅姫, Ashura-hime (sigla di apertura di My-HiME game Unmei no Keitouju) & Kimi ga tame, Oshikarazarishi Inochi Sae
- 26/10/2005 - 聖少女領域, Seishōjo ryōiki (sigla di apertura di Rozen Maiden Träumend) & S-jou no Himeyakana Kaikon
- 24/05/2006 - 亡国覚醒カタルシス, Bōkoku kakusei catharsis (sigla di chiusura di .hack//Roots) & Suigetsu kyōka
- 25/10/2006 - 勇侠青春謳, Yūkyō seishunka (sigla di chiusura di Code Geass - Lelouch of the Rebellion) & Chinkonshō
- 06/12/2006 -- 薔薇獄乙女, Baragoku otome (sigla di aperture di Rozen Maiden Ouvertüre OVA) & Gokuraku ibarahime
- 23/05/2007 - 暗黒天国, Ankoku tengoku (sigla di apertura di Kamichama Karin) & 桃色天国, Momoiro tengoku
- 13/06/2007 - 跪いて足をお嘗め, Hizamazuite ashi o oname (sigla di chiusura di Kaibutsu Oujo) & 最愛なる魔王さま, Saiai naru Maō-sama
- 23/01/2008 - コトダマ, Kotodama (sigla di apertura di Shigofumi: Letters from the Departed) & コヒブミ, Kohibumi
- 30/07/2008 - わが﨟たし悪の華, Waga rōtashi aku no hana (seconda sigla di chiusura di Code Geass - Lelouch of the Rebellion R2) & 麤皮, Aragawa
- 19/11/2008 - 鬼帝の剣, Kitei no tsurugi (sigla di apertura di Linebarrels of Iron) & 亡骸の女, Nakigara no onna
- 21/01-2009 - 裸々イヴ新世紀, Rara eve shinseiki (sigla di apertura di Sora Kake Girl) & 騎士乙女, KishioOtome
- 27/05/2009 - 地獄の門, Jigoku no mon (sigla di chiusura di Phantom ～Requiem for the Phantom～)
- 19/08/2009 - 戦慄の子供たち, Senritsu no kodomotachi (seconda sigla di apertura di Phantom ～Requiem for the Phantom～)
- 21/10/2009 - 堕天國宣戦, Datengoku sensen (sigla di apertura di Tatakau Shisho: The Book of Bantorra)
- 14/07/2010 - 亂世エロイカ, Ranse Eroika (sigla di apertura di Fate/Extra - gioco per PlayStation Portable)
- 25/08/2010 - 刀と鞘, Katana to saya (sigla di apertura di Katanagatari)
- 25/01/2012 - 凶夢伝染, Kyoumu Densen (sigla di apertura di Another)
- 24/07/2013 -  私の薔薇を喰みなさい, Watashi no Bara wo Haminasai ("Mangia la mia rosa", sigla di apertura di Rozen Maiden Zurückspulen)
- 13/05/2020 - 時空の迷い人（デーモン閣下×宝野 アリカ), Jikuu no Mayoi (Demon Kakka × Arica Takarano)
- 20/10/2021 - 緋ノ月, Hi no tsuki (Luna scarlatta)

#### Varie
- 06-12-1995 - Colonna sonora di Midoriyama High School
- 01-08-1996 - Birth of the Wizard (Colonna sonora di エコエコアザラクⅡ, Eko Eko Azarak II)
- 05-02-1997 - tracce musicali tratte da Wish
- 21-06-1997 - CLAMP Detectives OST 1
- 22-10-1997 - CLAMP Detectives OST 2
- 17-12-1997 - CLAMP Detectives Vocal Collection
- 03-12-2003 - Avenger OST (con le tracce vocali [MOTHER],[少女殉血, Shoujo Junchi], [繭, mayu] e [地獄の季節, Jigoku no Kisetsu], le versioni strumentali sono arrangiate da Katakura Mikiya)
- 21-06-2006 - .hack//Roots O.S.T. 1 (con le tracce vocali [GOD DIVA], [In The World], [白堊病棟, Hakua Byōtō] e [殉教者の指, Junkyousha no Yubi], le versioni strumentali sono arrangiate da Katakura Mikiya)
- 21-09-2006 - .hack//Roots O.S.T. 2 (con le tracce vocali [KING KNIGHT], [埋葬の森の黄昏坂, Maisō no ori no tasogarezaka] e [汚れなき悪意, Kegarenaki akui], le versioni strumentali sono arrangiate da Katakura Mikiya)
- 22-11-2006 - 眠れる城, Nemureru shiro da Rozen Maiden Träumend Character Drama CD Vol.4 ~ Souseiseki
- 24-01-2007 — 名なしの森, Nanashi no mori da Rozen Maiden Träumend Character Drama CD Vol.5 ~ Shinku
- 07-03-2007 - 春蚕, Shungo da Rozen Maiden Träumend Character Drama CD Vol.7 ~ Barasuishou
- 03-10-2007 - Kaibutsu Oujo O.S.T. - Sympathy for the Belonephobia (con le tracce vocali [Outeki Ketsuzoku], [Oumagakoi] e [Hizamazuite Ashi wo Oname], le versioni strumentali sono arrangiate da Katakura Mikiya).
- 14-01-2009 - Code Geass COMPLETE BEST (include [Yūkyō Seishunka] e [Waga Routashi Aku no Hana])

### Mikiya Katakura (solista)
- 25/06/2001 - Lento (Lento?)
- 21/05/2004 - Tsuki no hikari (月のひかり? "Luce della luna")